# Collin Fernández
Collin Fernández (Downers Grove, Illinois, Estados Unidos, 13 de febrero de 1997) es un futbolista estadounidense-peruano. Juega como mediocentro y su equipo actual es el Spokane Velocity de la USL League One. Fue internacional con la selección sub-20 del Perú.

## Trayectoria

### Inicios
Es hijo de padre peruano y madre estadounidense. Es nieto de Víctor ‘El Zurdo’ Fernández, exjugador de Sporting Cristal. Ha realizado toda su etapa formativa en el Chicago Fire, donde fue entrenado por su padre, quien también se llama Víctor Fernández. Llegó al Chicago Fire a los 13 años y de inmediato se enroló en la categoría sub-14. Desde entonces pasó también por la sub-16 y sub-18, antes de dar el salto al primer equipo. También registró un breve paso por el Louisville City de la USL, torneo de Tercera División en Estados Unidos. En Louisville disputó 4 partidos y no marcó goles antes de retornar al Fire. Fue elegido como el mejor jugador de la categoría sub-16 en la U.S. Soccer Development Academy luego de marcar 16 goles en 25 partidos.
El 18 de julio de 2019 fichó por el Saint Louis FC proveniente del Phoenix Rising FC, club donde estuvo dos temporadas tras su salida del Chicago Fire.
El 14 de enero de 2020, Fernández fichó por el Tacoma Defiance.

## Selección nacional
Fernández fue convocado por las selecciones sub-18 y sub-20 de Estados Unidos y en noviembre de 2016, a la selección sub-20 de Perú. Con el conjunto sudamericano, debía participar en el Sudamericano sub-20 de 2017; sin embargo, no se lograron terminar los trámites de la nacionalidad en su totalidad y no pudo jugar el torneo. Pese a ello, llegó a jugar 7 partidos amistosos por la sub-20 peruana y anotó dos goles en los mismos. Finalmente, culminó todos los entrenamientos con Perú hasta antes de que sus compañeros viajasen a Ecuador.

## Clubes
| Club                               | País           | Año           |
| ---------------------------------- | -------------- | ------------- |
| Chicago Fire                       | Estados Unidos | 2015-2017     |
| Louisville City FC (Cedido)        | Estados Unidos | 2015          |
| Saint Louis Football Club (Cedido) | Estados Unidos | 2016          |
| Tulsa Roughnecks FC (Cedido)       | Estados Unidos | 2017          |
| Phoenix Rising FC                  | Estados Unidos | 2018-2019     |
| Saint Louis FC                     | Estados Unidos | 2019          |
| Tacoma Defiance                    | Estados Unidos | 2020          |
| Austin Bold                        | Estados Unidos | 2021          |
| Sporting Kansas City II            | Estados Unidos | 2022          |
| FC Tulsa                           | Estados Unidos | 2023          |
| Spokane Velocity                   | Estados Unidos | 2024-presente |